# Paspalum urvillei
Paspalum urvillei (cỏ mộc châu) là một loài thực vật có hoa trong họ Hòa thảo. Loài này được Steud. mô tả khoa học đầu tiên năm 1853.

## Hình ảnh

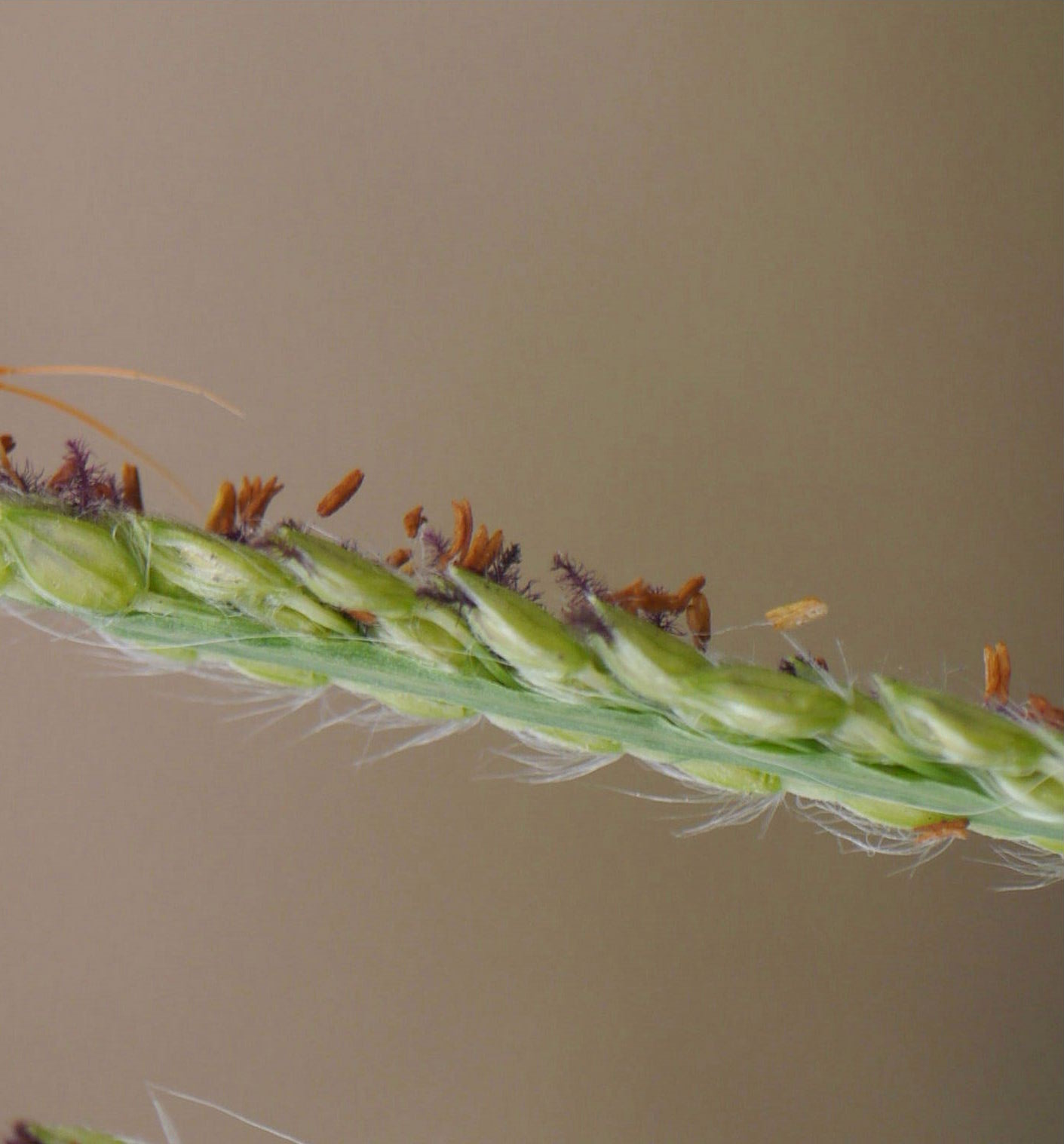
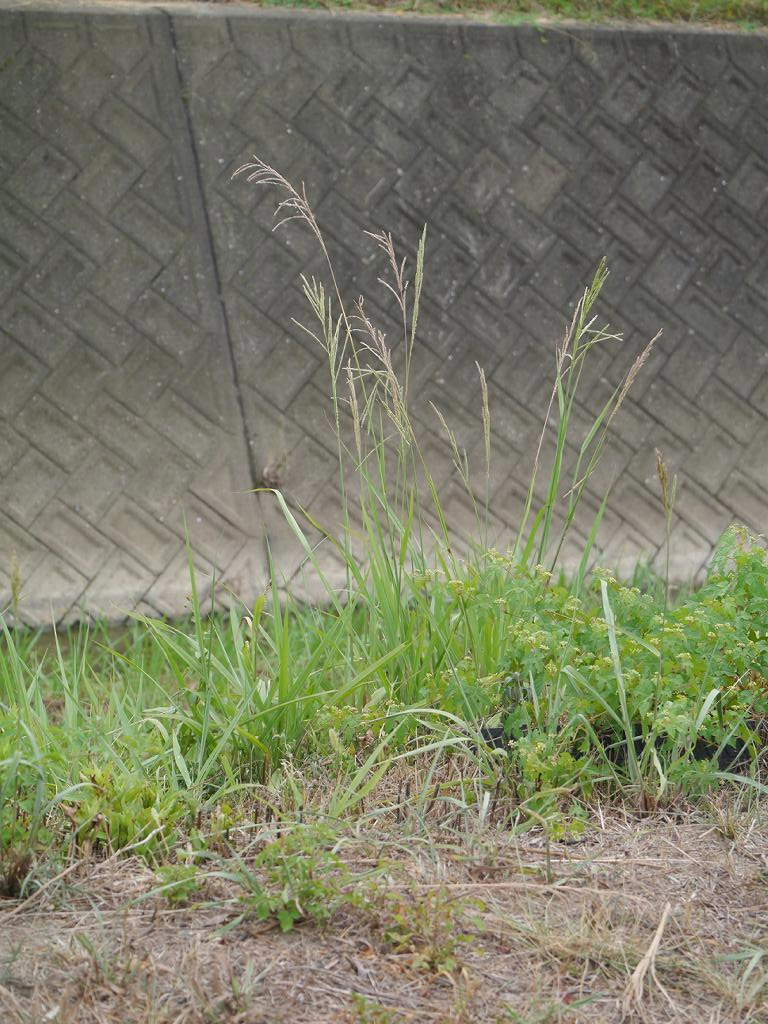
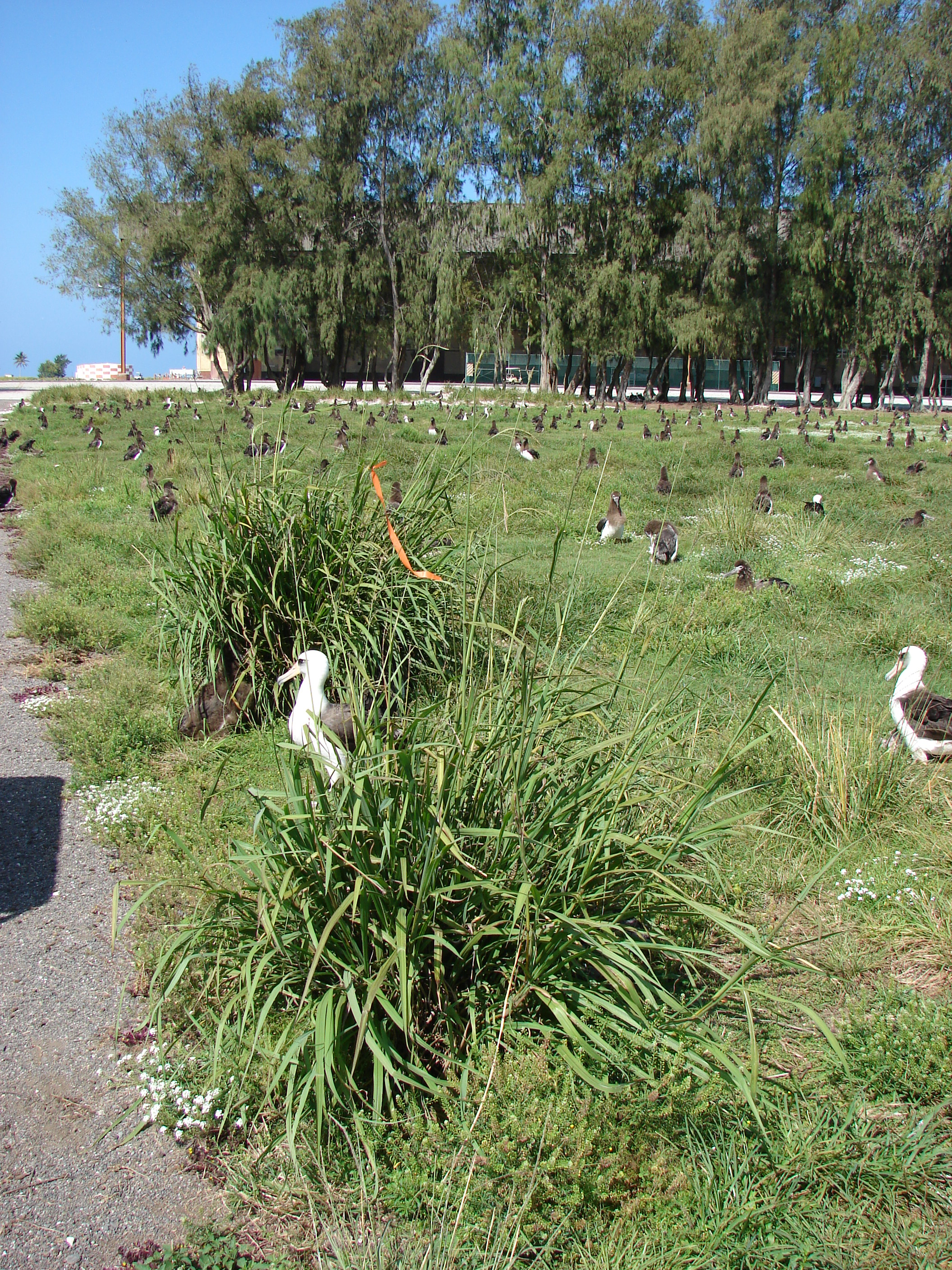
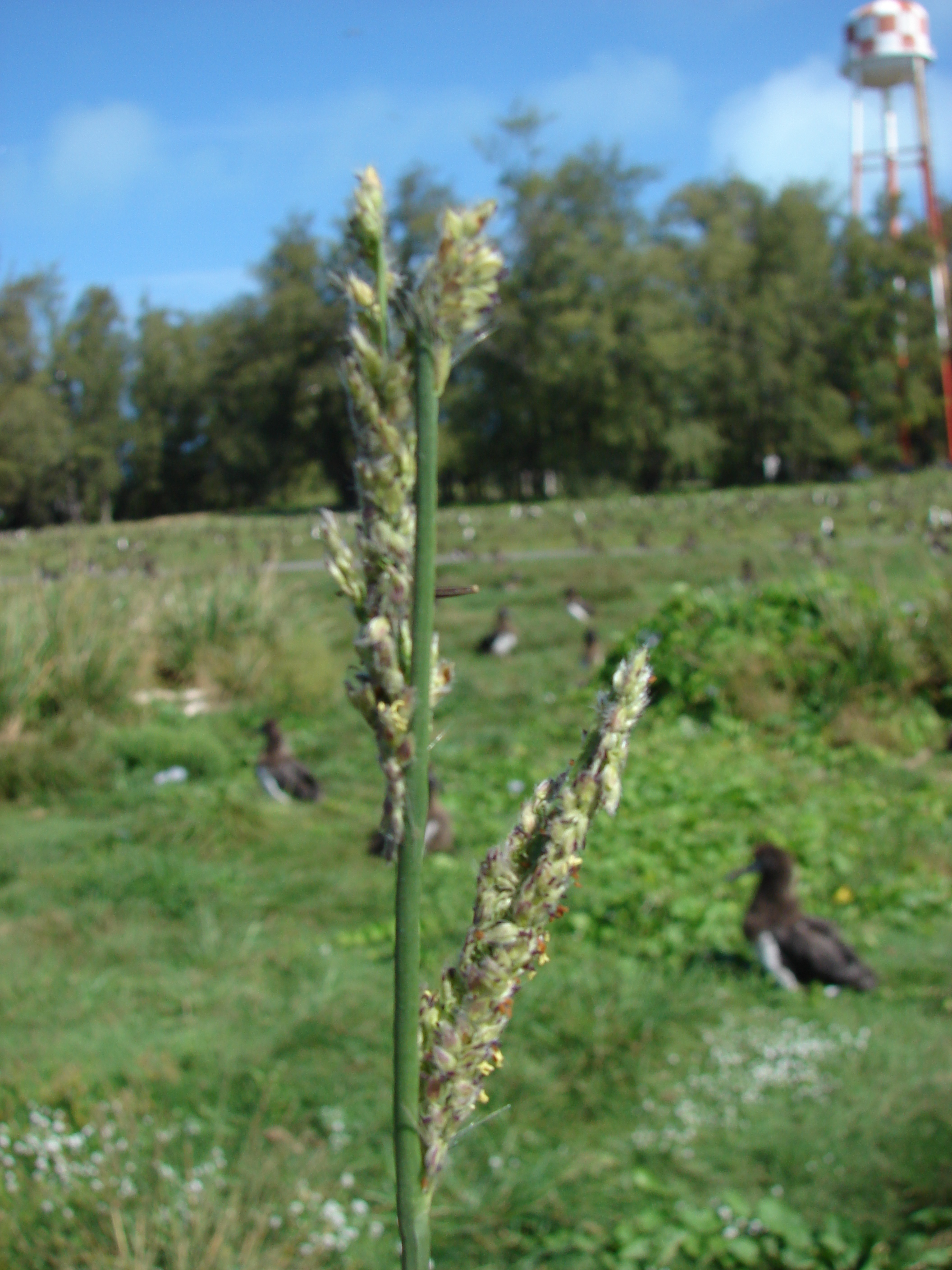